# Коломяжская мечеть
Ленинградская Мемориальная мечеть имени Жафяр-хазрата Пончаева, или Коломя́жская мече́ть — вторая по величине мечеть Санкт-Петербурга, находится на севере города в районе Коломяги, на Парашютной улице. Открыта 16 июля 2009 года.

## История
Квартальная джума-мечеть построена по заказу Духовного управления мусульман Санкт-Петербурга и Северо-западного региона для верующих, проживающих в Приморском и Выборгском районах города. В получении места под строительство принимала деятельное участие депутат Государственной думы, этнограф, кандидат исторических наук Г.В. Старовойтова, член Татарского национально-культурного общества «Нур». Постановление о строительстве выдано в апреле 2005 года. Генеральным подрядчиком в ходе тендера стало ООО «Профиль», строительство осуществилось на пожертвования.
Закладка мечети состоялась 25 июня 2006 года в день проведения общегородского праздника «Петербургский сабантуй». В основание фундамента под михрабом заложена капсула с изречением из Корана. Деревянный резной михраб, указывающий направление на Мекку, выполнен мастерами из Турции. 
Квартальная мечеть была открыта 16 июля 2009 года. После скоропостижной кончины муфтия Санкт-Петербурга и Северо-Западного региона Жафяра Насибулловича Пончаева (1940—2012) на внеочередном экстренном заседании меджлиса было принято решение о присвоении Джума-мечети имени покойного муфтия, который был инициатором строительства и возглавлял мусульманскую общину Ленинграда — Санкт-Петербурга в течение 35 лет.
Мемориальная мечеть — место проведения Всероссийских конкурсов чтецов Корана и Санкт-Петербургского детского конкурса чтецов Корана. 	
В 2019 в Таврическом дворце состоялась Международная научно-практическая конференция «Санкт-Петербургский религиозный мир», приуроченная к 10-летию открытия мемориальной мечети и 25-летию создания Духовного управления мусульман Санкт-Петербурга и Северо-Западного региона РФ.
Первый имам — Панчеев Равиль Джафарович, в настоящее время муфтий Санкт-Петербурга и Северо-Западного региона.

## Общие данные

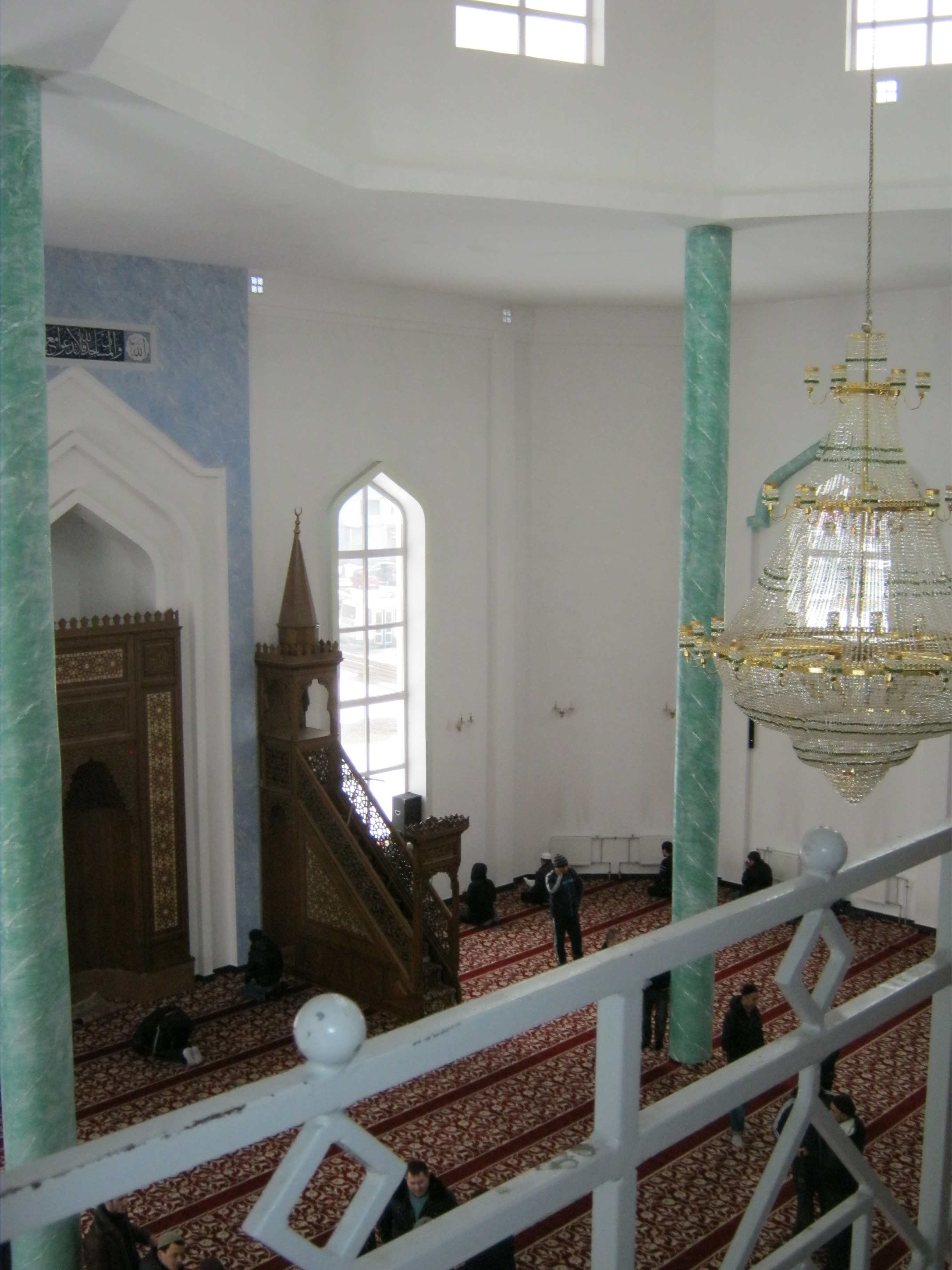
Интерьер мечети

Помещение рассчитано на  тысячу человек. Первый этаж общей площадью около 500 кв. м предназначен для мужчин, балкон второго этажа – для женщин. В комплекс входит двухэтажное административное здание.
- Высота купола — 23 м (с полумесяцем — 26)
- Центральный вход с севера
- Высота минарета — 39 м
- На вершине минарета установлен полумесяц (итого 41,3 м в высоту)

## Критика
Призывы на молитву с минарета являются довольно шумным мероприятием, что вызывает дискомфорт жителей жилых кварталов вокруг мечети.